# 马扎尔赛尔道海伊
马扎尔赛尔道海伊（匈牙利語：Magyarszerdahely）是匈牙利佐洛州所辖的一个村，总面积16.22平方公里，总人口515，人口密度31.8人/平方公里（2010年1月1日）。